# Gerd Gottlob

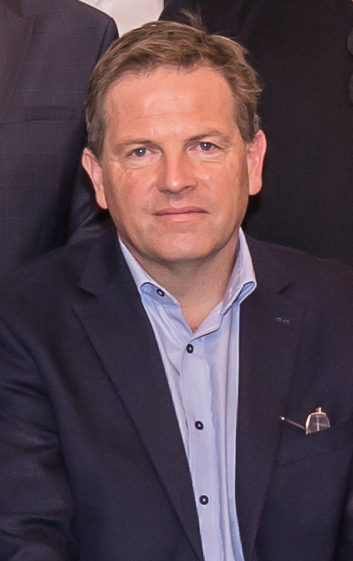
Gerd Gottlob bei der Pressevorstellung von ARD und ZDF zur Fußball-Weltmeisterschaft 2018

Gerd Gottlob (* 27. Oktober 1964 in Reinbek) ist ein deutscher Journalist und ehemaliger Fußballkommentator. Seit November 2009 ist er der Sportchef des Norddeutschen Rundfunks (NDR).

## Leben und Karriere
Gottlob absolvierte nach seinem Abitur 1984 am Emil-von-Behring-Gymnasium in Großhansdorf ein Volontariat beim Stormarner Tageblatt in Bad Oldesloe. Anschließend gehörte er fünf Jahre lang der Sportredaktion der Hamburger Morgenpost an, für die er vor allem von den Spielen des FC St. Pauli und des Hamburger SV berichtete. Gottlob spielte beim TuS Hoisdorf als Libero Fußball und hatte es als 18-Jähriger bis in die Landesliga gebracht, musste dann aber berufsbedingt mit dem Fußballspielen aufhören.
1992 wechselte er in das Sport-Ressort des Norddeutschen Rundfunks. Als Fußballreporter spezialisierte er sich nun unter anderem auf den englischen Ligafußball. Seit 1993 (zunächst als Assistent von Gerhard Delling) ist er bei großen Turnieren des Frauen-Fußballs im Einsatz; seit 1997 kommentiert er Live-Spiele. Mehrfach analysierte Gottlob für die ARD die deutschen Pokalfinalspiele der Frauen und Länderspiele der deutschen Frauen-Nationalmannschaft.
1998 in Frankreich war Gottlob erstmals bei einer Fußball-Weltmeisterschaft der Männer akkreditiert. Für 3sat kommentierte er die Vorrundenbegegnung Belgien gegen Südkorea. Nachdem sich Gerd Rubenbauer vor der WM 2006 überraschend zurückgezogen und seine Karriere als Fußballreporter beendet hatte, rückte Gottlob als dritter Kommentator (neben Reinhold Beckmann und Steffen Simon) ins ARD-Team nach. Für seine Berichterstattung erhielt er in der Presse Lob; so bezeichnete ihn die Wochenzeitung Die Zeit als den „beste[n] Mann im Ersten“.
Nach der WM 2006 in Deutschland begann er, für die ARD im Wechsel mit Steffen Simon (ab 2020 Florian Naß) und Tom Bartels Live-Spiele der deutschen Fußballnationalmannschaft zu kommentieren. Seinen ersten Einsatz bei einem Livespiel einer deutschen Nationalmannschaft hatte er am 13. Oktober 2007 beim EM-Qualifikationsspiel in Dublin gegen Irland (0:0). Seit dem 1. November 2009 ist Gottlob Leiter des Programmbereichs Sport beim NDR und Nachfolger von Axel Balkausky. Als Kommentator war er bei den Fußball-Weltmeisterschaften 2006, 2010, 2014, 2018 und 2022 sowie bei den Fußball-Europameisterschaften 2012, 2016, 2021 und 2024 aktiv. Bei der Europameisterschaft 2016 in Frankreich kommentierte er unter anderem das Endspiel. Nach der Fußball-EM 2024 gab Gottlob im Juli nach 27 Jahren das Ende seiner Tätigkeit als Live-Kommentator bekannt. Sein letztes Livespiel war die Niederlage der deutschen Mannschaft (1:2) im Viertelfinale gegen den späteren Europameister Spanien. Er bleibt aber weiterhin Sportchef des NDR. Über eine Nachfolgerin bzw. Nachfolger soll in den nächsten Monaten entschieden werden.
Gerd Gottlob ist verheiratet und Vater von drei Kindern.